# کارگران صنعتی جهان
کارگران صنعتی جهان (به انگلیسی: Industrial Workers of the World)(IWW) که اعضای آن معمولاً "Wobblies " نامیده می‌شوند، یک اتحادیهٔ بین‌المللی کارگری است که در سال ۱۹۰۵ در شیکاگو، ایلینوی در ایالات متحده آمریکا تأسیس شد. این اتحادیه، اتحادیهٔ عمومی را با اتحادیهٔ صنعتی ترکیب می‌کند زیرا اتحادیه‌ای عمومی است و بین صنایع مختلفی که اعضای آن را به کار می‌گیرند، تقسیم شده‌ است. فلسفه و تاکتیک‌های این اتحادیه به عنوان «اتحاد صنعتی انقلابی»، سوسیالیستی، سندیکالیستی و آنارشیستی جنبش کارگری است.
در دهه ۱۹۱۰ و اوایل دهه ۱۹۲۰، کارگران صنعتی جهان به بسیاری از اهداف کوتاه مدت خود به ویژه در غرب آمریکا، دست یافتند و خطوط صنفی و صنفی سنتی را برای سازماندهی کارگران در مشاغل و صنایع مختلف برید. در اوج خود در اوت ۱۹۱۷، تعداد اعضای کارگران صنعتی بیش از ۱۵۰٬۰۰۰ بود و بال‌های فعال آن‌ها در آمریکا، کانادا و استرالیا بود. به دلیل نرخ بسیار بالای گردش عضویت کارگران صنعتی در طول این دوره (تخمین زده شده ۱۳۳٪ در هر دهه) برای مورخان دشوار است که بتوانند مجموع عضویت در اتحادیه را با اطمینان مشخص کنند زیرا کارگران تمایل داشتند که دفعات زیادی برای دوره‌هایی نسبتاً کوتاه مثلاً در طول اعتصابات کارگری و دوره‌های پریشانی اقتصادی عمومی در اتحادیه عضو شوند.
به دلیل عوامل مختلف، در اواخر دهه ۱۹۱۰ و ۱۹۲۰ عضویت در اتحادیه به طرز چشمگیری کاهش یافت. درگیری‌هایی با دیگر گروه‌های کارگری، به ویژه فدراسیون کار آمریکا (AFL) وجود داشت که دبلیو‌دبلیو‌آی را بسیار رادیکال می‌دانستند، در حالی که دبلیو‌دبلیو‌آی، ای‌اف‌ال را بیش از حد محافظه‌کار و برای تقسیم کارگران بر اساس صنایع دستی آن‌ها می‌دانست. تعداد اعضا همچنین به دلیل سرکوب دولت علیه گروه‌های رادیکال، آنارشیست و سوسیالیست در اولین ترس سرخ پس از جنگ جهانی اول کاهش یافت. در کانادا این اتحادیه توسط دولت فدرال غیرقانونی اعلام شد.

## تاریخچه ۱۹۰۵–۱۹۵۰

### تأسیس

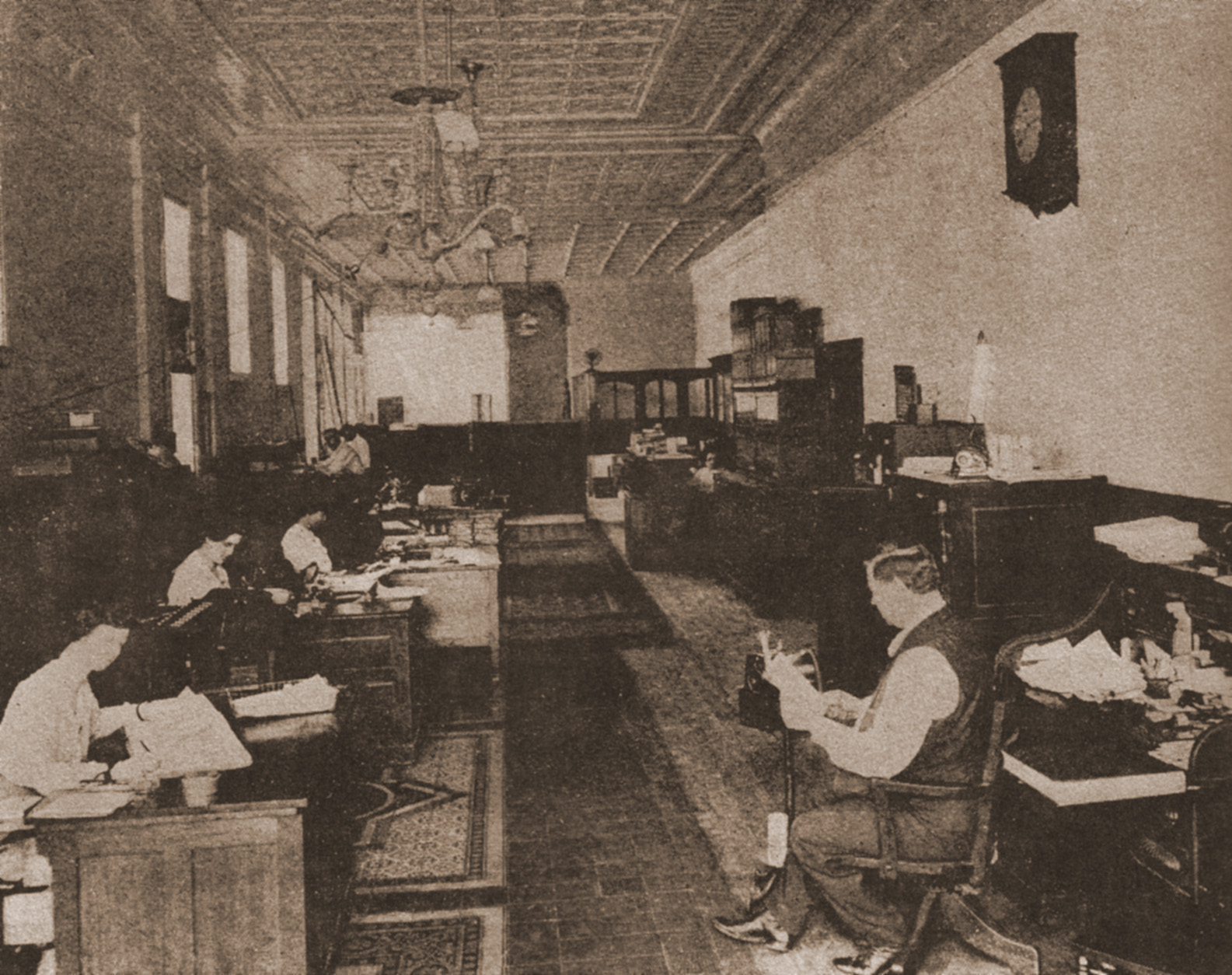
بیگ هیوود بزرگ و کارمندان اداری در دفتر عمومی کارگران صنعتی جهان در شیکاگو در تابستان سال ۱۹۱۷

اولین جلسه برای برنامه‌ریزی کارگران صنعتی در شیکاگو در سال ۱۹۰۴ برگزار شد. شش شرکت کننده کلارنس اسمیت و توماس جی هاگورتی از اتحادیه کارگری آمریکا، جورج استس و دبلیو‌ال هال از اخوان متحد کارکنان راه‌آهن، آیزاک کاوان از شاخه ایالات متحده در انجمن مهندسان ادغام شده و ویلیام ای. تراوتمن از کارگران واحد آبجوسازی بودند. یوجین دبس، پیش از این از اتحادیه راه‌آهن آمریکا و چارلز او شرمن از کارگران متحد فلز درگیر بودند اما قادر به شرکت در جلسه نبودند.